# YPX (航空機)
YPX
- 用途：旅客機
- 製造者：川崎重工業
- 運用状況：構想段階

YPXは、川崎重工業で構想された新型旅客機である。海上自衛隊向けに開発された哨戒機P-1を元に計画されたが、2017年現在動きはない。

## 設計と開発
YPXは100-150人乗りで、短距離路線で競合するボーイング737とエアバスA320シリーズよりも小型のリージョナルジェットになる見込みである。エンジンの選定は実施されていない。川崎はボーイング 737-700よりも運行経費を最大15%節約する事を望んでいる。
2007年時点での仕様によると、YPX-11は2クラスの設定で座席数113席である。YPX-10は2クラスで93席でYPX-12では137席で全てエコノミー席の設定ではおよそ150席である。全3形式の標準的な航続距離は4,260 km (2,300 海里)だが、YPX-10とYPX-11は5,930 km (3,200 海里)までの航続距離延長型である。
YPXはエコノミー席が5列配置の座席で胴体断面が古い二段重ねの円形ではなく円滑な楕円形である。エコノミーシートは幅が46 cm (18 インチ)で座席間隔が51 cm (20 インチ)である。
ただし、2012年時点で、防衛省と川崎重工業は「XP-1をほぼそのまま転用した旅客機は市場性に乏しく、新規に近い大幅な設計変更が必要となり成立性が難しい」と指摘している。このクラスの民間機は、コストや燃費性能の兼ね合いから双発機とするのが普通で防衛省の資料でも双発とした予想図が示されているが、原型機のP-1は海上自衛隊の要求を受けて国産のターボファンエンジン4発となっており、大幅な改良が必要となる。2013年3月26日、川崎重工業は旅客機への転用について「具体的な動きはない」としている。